# Alec Potts
Alec Potts (Melbourne, 9 de fevereiro de 1996) é um arqueiro profissional australiano, medalhista olímpico.

## Carreira

### Rio 2016
Alec Potts fez parte da equipe australiana nas Olimpíadas de 2016 que conquistou a medalha de bronze no Tiro com arco nos Jogos Olímpicos de Verão de 2016 - Equipes masculinas, ao lado de Ryan Tyack e Taylor Worth.